# Ho Ching

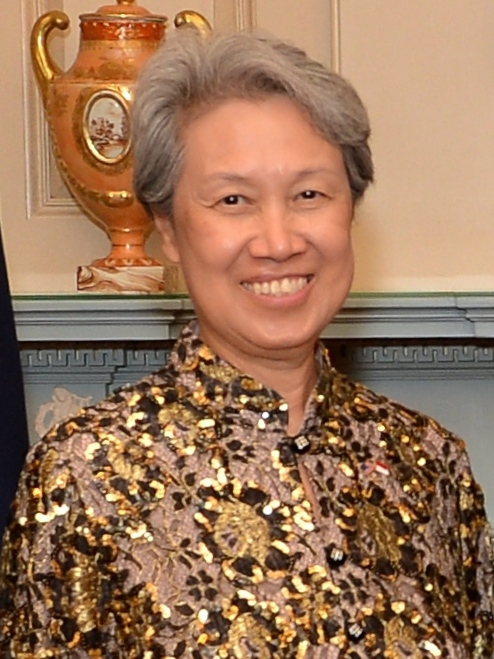
Ho Chin (2016)

Ho Ching (chinesisch 何晶, Pinyin Hé Jīng, W.-G. Ho Ching; * 27. März 1953) ist eine singapurische Geschäftsfrau.
Sie war bis 2021 die Geschäftsführerin (CEO) der Temasek Holdings und wurde anschließend als Vorsitzende des Temasek Trust ernannt, der für Temaseks Stiftungen verantwortlich ist. Sie ist mit Lee Hsien Loong, dem ehemaligen Premierminister Singapurs, verheiratet.
2004 war sie auf der vom Fortune Magazine veröffentlichten Rangliste der mächtigsten Geschäftsfrauen außerhalb der USA auf dem fünften Platz. Davor war sie auf dem zehnten Platz. Im Jahr 2007 kam sie nach der deutschen Bundeskanzlerin Angela Merkel und der chinesischen Vize-Premierministerin Wu Yi auf den dritten Platz in der Liste der mächtigsten Frauen der Welt des Forbes Magazine.

## Leben
Ho Ching schloss als Jahrgangsbeste die Schule ab und studierte Elektroingenieurwesen in Singapur sowie an der Stanford-Universität (Master). Anschließend führte sie ein staatliches Rüstungsunternehmen.